# Retroflex
Ein Retroflex (lateinisch retrō „zurück“ u. flectere „biegen“) ist ein apiko-postalveolarer oder sublamino-präpalataler Sprachlaut, das heißt, bei seiner Bildung wird die Zungenspitze oder das Zungenblatt hinter den Zahndamm gelegt. Die Zunge biegt sich nach oben zurück. Eine andere, vor allem in der Indologie gebräuchliche Bezeichnung für Retroflex ist Zerebral (v. lat. cerebrum „Gehirn, Schädel“). In der älteren Literatur, besonders in der nordischen Linguistik, findet man hierfür auch die Bezeichnung kakuminal oder domal.

Retroflexer Plosiv

Sagittalebene der menschlichen Mundhöhle, Oropharynx und Larynopharynx. Artikulationsorte (aktiv und passiv): 1 exolabial (äußerer Teil der Lippe), 2 endolabial (innerer Teil der Lippe), 3 dental (Zähne), 4 alveolar (vorderer Teil des Zahndamms), 5 postalveolar (hinterer Teil des Zahndamms und ein wenig dahinter), 6 präpalatal (vorderer Teil des harten Gaumens), 7 palatal (harter Gaumen), 8 velar (weicher Gaumen), 9 uvular (auch postvelar; Gaumenzäpfchen), 10 pharyngal (Rachen), 11 glottal (auch laryngal; Stimmbänder), 12 epiglottal (Kehldeckel), 13 radikal (Zungenwurzel), 14 posterodorsal (hinterer Teil der Zunge), 15 anterodorsal (vorderer Teil der Zunge), 16 laminal (Zungenblatt), 17 apikal (Zungenspitze), 18 sublaminal (auch subapical; Unterseite der Zunge)

| IPA | Beschreibung                                                         | Beispiel                                                  |
| --- | -------------------------------------------------------------------- | --------------------------------------------------------- |
| ɖ   | stimmhafter retroflexer Plosiv (retroflexes d)                       | schwed. bord (Tisch) [buːɖ], Hindi डाल (Zweig) [ɖɑl]       |
| ʈ   | stimmloser retroflexer Plosiv (retroflexes t)                        | schwed. kort (kurz) [kɔʈ], Hindi टमाटर (Tomate) [ʈʌmaʈʌr]  |
| ʂ   | stimmloser retroflexer Frikativ (retroflexes stimmloses s)           | schwed. först (zuerst) [fœʂt], chin. shān 山 (Berg) [ʂān] |
| ʐ   | stimmhafter retroflexer Frikativ (retroflexes stimmhaftes s)         | chin. rén 人 (Person) [ʐən], Tamil பழம் (Frucht) [ˈpʌʐʌm]  |
| ɳ   | stimmhafter retroflexer Nasal (retroflexes n)                        | schwed. barn (Kind) [bɑːɳ], Tamil ஆண் (Mann) [aːɳ]         |
| ɽ   | stimmhafter retroflexer Flap (retroflexes einschlägiges r)           | Hindi लड़का (Junge) [lʌɽka]                                 |
| ɻ   | stimmhafter retroflexer Approximant (retroflexes „amerikanisches“ r) | engl. (AE) shore [ʃɔːɻ]                                   |
| ɭ   | stimmhafter lateraler retroflexer Approximant (retroflexes l)        | schwed. pärla (Perle) [ˈpæːɭa], Tamil நாள் (Tag) [n̪aːɭ]     |

## Vorkommen
Der Kontrast zwischen dentalen und retroflexen Plosiven und Nasalen ist für die im indischen  Raum gesprochenen Sprachen charakteristisch, und zwar unabhängig von deren Zugehörigkeit zu einer bestimmten Sprachfamilie. Retroflexe kommen sowohl in indoarischen, dravidischen als in manchen östlichen iranischen Sprachen (z. B. Paschtu) vor. Indische Sprecher substituieren oft die alveolaren Laute des Englischen oder Deutschen, die in ihrer Muttersprache nicht vorkommen, durch Retroflexe, was einer der Gründe für den markanten Klang des indischen Englisch ist.
Im Chinesischen kommen retroflexe Frikative vor, die mit den alveopalatalen Frikativen kontrastieren. Ebenso gibt es Retroflexe im Jaqaru in Zentralperu, die stimmlose retroflexe Affrikate (IPA: ʈ͡ʂ, ungefähr wie englisch ausgesprochenes „tr“) auch in einigen Varianten des Quechua in Nord- und Zentralperu (Wanka, Cajamarca, Inkawasi-Kañaris), hier meist mit dem Buchstaben ĉ oder mit ch' wiedergegeben.
In Teilen der schwedischen und norwegischen Sprachgebieten verschmelzen manche Konsonanten mit vorangehendem „r“ zu einem Retroflex. Auch das englische „r“ kann, besonders in den USA, retroflex ausgesprochen werden. Das sardische „dd(h)“ ist ein retroflexes [ɖɖ].